# سد الکوا
سد الکوا (به پرتغالی: Barragem de Alqueva) یک مخزن سد، سد قوسی و نیروگاه برقابی در پرتغال است که در ناحیه بجا واقع شده‌است.